# Tadaoka
Tadaoka (japanska: 忠岡町?, Tadaoka-chō) är en landskommun (köping) i Osaka prefektur i Japan.  